# Retak Hilir
Retak Hilir is een bestuurslaag in het regentschap Muko-Muko van de provincie Bengkulu, Indonesië. Retak Hilir telt 540 inwoners (volkstelling 2010).